# 슬로바키아 철도
슬로바키아 철도(Železnice Slovenskej republiky, ŽSR)는 슬로바키아의 국유 철도 인프라 기업이다.
이 기업은 체코슬로바키아의 해체와 맞물리면서 1993년에 슬로바키아의 체코슬로바키아 철도(Česko-slovenské štátne dráhy)의 뒤를 이으며 설립되었다. 1996년까지 슬로바키아의 철도 교통을 독점하다시피 했으며 그 뒤로 다른 교통 기업들이 해당 국가에서 운영하는 것이 허가되었다.
2002년 슬로바키아 의회는 회사를 분할하는 법안을 통과시켰다. 슬로바키아 철도는 인프라 유지 관리를 맡았고 승객 및 화물 운송은 젤레즈니치나 스폴로치노스티로 이전되었다. 2005년에 이 새로운 회사는 승객 서비스를 제공하는 젤레즈니치나 스폴로치노스티 슬로벤스코, 화물 서비스를 제공하는 젤레즈니치나 스폴로치노스티 카고 슬로바키아로 더욱 분할되었다.

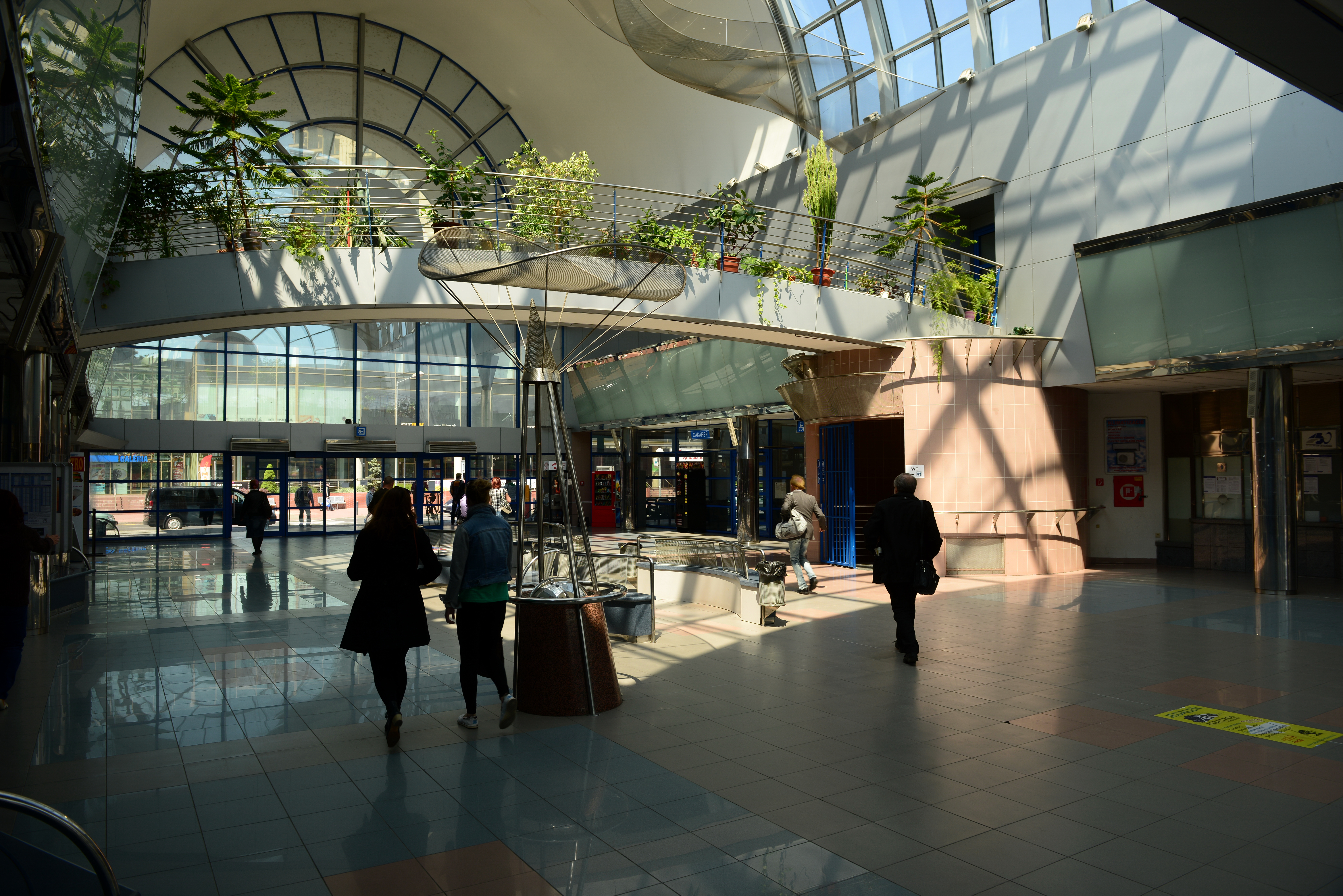
Bratislava-Petržalka railway station
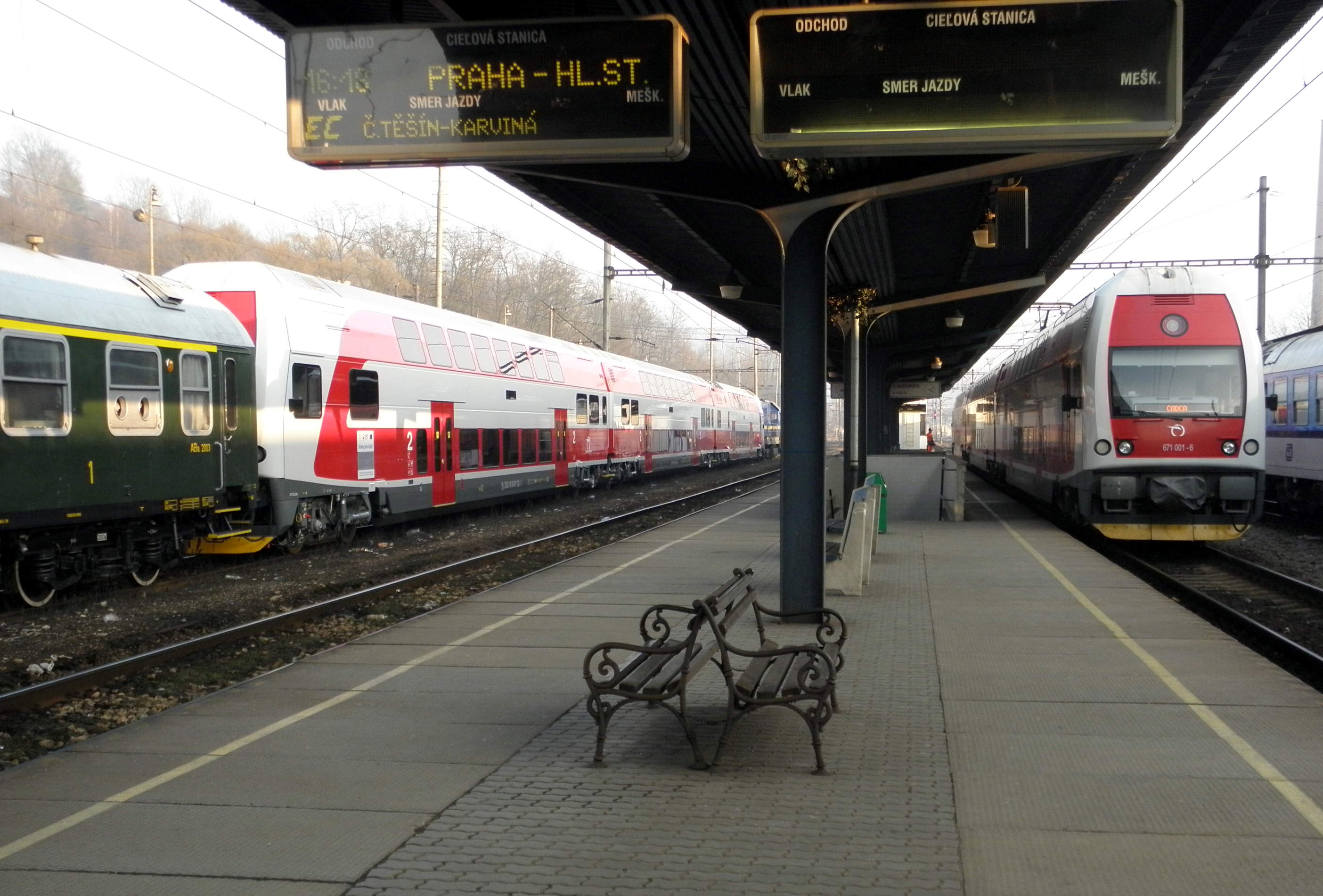
Čadca railway station